# Ajtay Zoltán
Dr. Ajtay Zoltán Endre (Zilah, 1900. február 11. – Budapest, 1983. december 3.) Kossuth-díjas, aranyokleveles bányamérnök.

## Élete
1926-ban szerzett bányamérnöki diplomát Sopronban, a Bányászati és Erdészeti Főiskolán. Pályáját 1923-ban Környebányán, a Hungária Kőszénbányászat Hauser Lipót és Tsa. Részvénytársaságnál kezdte, majd miután a cég a környei szénvagyon kimerülése miatt 1929-ben Pilisszentivánon nyitott új bányaüzemet – úgyszintén Hungária néven –, Ajtayt ott foglalkoztatták tovább, előbb főmérnökként, később felelős üzemvezetői megbízatással. E bánya leállítását követően 1936. áprilisától a Magyar Bauxitbánya Rt.-nél helyezkedett el, főmérnöki, később bányaigazgatói posztot betöltve. A Salgó és a Magyar Bauxitbánya Rt. alkalmazásában dolgozott évekig.
A második világháború befejezése után ismét Pilisszentivánon kapott munkát, mint a bányaüzem üzemvezető főmérnöke, majd 1948–1950 között a dorogi szénmedence körzetfőnökének nevezték ki, később mint vezérigazgató tevékenykedett ugyanott. 1951 és 1955 között a Bánya- és Energiaügyi, későbbi nevén Nehézipari Minisztérium főosztályvezetője volt, ezt követően 1955 nyarán a Bányászati Kutató Intézet igazgatójává nevezték ki, e posztot töltötte be 1966-ban történt nyugdíjba vonulásáig.
Találmánya volt a jövesztőkarós F típusú fejtő-rakodógép, melynek bemutatására 1950-ben a Dorogi Szénbányáknál került sor, és amelynek kifejlesztéséért 1951-ben a Kossuth-díj aranyfokozatát kapta meg.
1938 és 1970 között mintegy 40 magyar és 15 idegen nyelvű szakpublikációja jelent meg; öt szakkönyvnek volt társszerzője, közülük kettőnek szerkesztője is. Három cikluson keresztül a Bányászati és Kohászati Lapok szerkesztőbizottságának tagjaként is tevékenykedett. 1921-től élete végéig az Országos Magyar Bányászati és Kohászati Egyesület (OMBKE) tagja volt (1952-től a bányászati szakosztály elnökeként), emellett tagja volt a Magyar Hidrológiai Társaságnak és a Magyarhoni Földtani Társulatnak is.

## Művei
- A vájároktatás kézikönyve. Pilisszentiváni Kőszénbánya Rt., Pilisszentiván. Attila Nyomda Rt., Budapest (csak vállalati használatra készített, kézirat formában terjesztett kiadvány)

## Kitüntetések
- Munka Érdemrend (1948, arany fokozat: 1966, 1979)
- Kossuth-díj (1951)
- Sóltz Vilmos-emlékérem